# Paul Willa
Paul Willa (ur. 4 września 1999 w Kampali) – ugandyjski piłkarz grający na pozycji prawego obrońcy. Od 2023 jest zawodnikiem klubu Wakiso Giants FC.

## Kariera klubowa
Swoją karierę piłkarską Willa rozpoczął w klubie Kampala JT Rwenshama. W sezonie 2013/2014 zadebiutował w jego barwach w drugiej lidze ugandyjskiej.  W sezonie 2015/2016 był piłkarzem KCCA FC, z którym wywalczył mistrzostwo Ugandy. W latach 2016–2019 występował w Police FC, a w latach 2019-2022 w Vipers SC. W sezonach 2019/2020 i 2021/2022 został z nim mistrzem Ugandy, a w 2021 roku zdobył Puchar Ugandy. W 2023 przeszedł do Wakiso Giants FC.

## Kariera reprezentacyjna
W reprezentacji Ugandy Willa zadebiutował 1 czerwca 2019 w zremisowanym 0:0, a następnie przegranym 2:3 po serii rzutów karnych meczu COSAFA Cup 2019 z Lesotho, rozegranym w KwaMashu.